# Мадонна с куропатками
«Отдых на пути в Египет» (нидерл. Rust op de Vlucht naar Egypte), или «Мадонна с куропатками» — картина фламандского живописца Антониса ван Дейка, созданная при участии анималиста Пауля де Воса. Сюжет для полотна, как и его же «Отдыха на пути в Египет» 1630 года, взят из средневековой легенды, появившейся на основе рассказа из Евангелия от Матфея (Мф. 2:13). Наиболее подробно эта легенда описана в 20-й главе апокрифического Евангелия Псевдо-Матфея. Сюжет наполнен аллегориями в связи со спецификой заказчика — братства под покровительством ордена Общества Иисуса (или иезуитов). Картина получила известность благодаря упоминанию в «Евгении Онегине» в связи с описанием внешности Ольги Лариной.

## История создания
По мнению специалистов Эрмитажа, картина была исполнена художником для антверпенского «содружества холостяков» — братства, посвящённого Богоматери. Обилие символики, связанной с Мадонной, превращает эпизод из жизни Христа в тему, относящуюся, главным образом, к культу Девы Марии.

## Сюжет картины
Трактовка библейского сюжета о бегстве Иосифа с Девой Марией и младенцем Христом в Египет восходит к апокрифическому евангелию псевдо-Матфея, украсившему эту легенду множеством подробностей. На картине Ван Дейка сцена отдыха Святого Семейства дополнена изображением ангелов, развлекающих Христа шумными весёлыми танцами, — мотив, пришедший в живопись в конце XV в. Придав сцене земной, светский характер, художник обогатил её целым рядом аллегорических элементов. Подсолнечник, возвышающийся в центре над фигурой Богоматери, подчёркивает внутренний, духовный смысл всего изображения — божественную сущность Марии как непорочной Девы. То же значение имеет и попугай, сидящий на ветке слева от Мадонны. Улетающие куропатки, которые, как следует из «Иконологии» Чезаре Риппа, являются символом распутства, указывают на то, что чистота Марии обращает в бегство всё греховное. Среди плодов, изображённых художником у ног Богоматери, особенно выделяется гранат — аллегорический символ одновременно целомудрия, девственности и воскресения. Яблоня, у подножия которой расположилось Святое Семейство, символизирует преодолённый Марией первородный грех, а белые розы, виднеющиеся за деревом, наряду с лилией являются атрибутом Мадонны и олицетворяют любовь, красоту и радость.

## В романе «Евгений Онегин»
Картина была приобретена в 1779 году вместе с другими картинами Ван Дейка и иных художников в собрании Р. Уолпола из поместья Хоутон-холл (Восточная Англия), что сделало её не единственным, но одним из заметных полотен Антониса Ван Дейка в России во времена Пушкина. Поэт использовал сравнение с картиной (van Dyck тогда читали как Ван Дик) для описания первого впечатления Евгения Онегина от внешности Ольги Лариной, которым тот поделился со своим другом Ленским: «В чертах у Ольги жизни нет. / Точь-в-точь в Вандиковой мадонне: / Кругла, красна лицом она, Как эта глупая луна / На этом глупом небосклоне». В то же время Ю. М. Лотман полагает, что Пушкин не имел в виду никакой конкретной картины Ван Дейка: «Мадонна с куропатками» — единственное полотно соответствующего содержания, которое он мог видеть, однако внешность Мадонны на этой картине не вызывает никаких ассоциаций с юной Ольгой. По мнению Лотмана, Ван Дейк упомянут исключительно как представитель фламандской школы, ассоциировавшийся для Пушкина с определённым типом живописи. Тот факт, что в черновиках поэта Мадонна называлась также «Рафаэлевой» и «Перуджиновой», подтверждает, что ему важна была отсылка к полотнам не какого-либо конкретного художника, а старых мастеров вообще и классическому идеалу красоты как таковому.
Гипотезы и спекуляции по поводу связи этой картины со стихотворением Пушкина «Мадона» («Не множеством картин старинных мастеров») вместо «Сикстинской мадонны» Рафаэля не доказаны.